# 安原村 (石川県)
安原村（やすはらむら）は、石川県石川郡に存在した村。

## 地理
- 現在の金沢市の最西端に位置し、村内を安原川が流れ田畑が広がり、西は日本海に望む海岸となっている、全体的に平坦な平野の村である。
- 第二次世界大戦後には海岸付近での砂丘地の農業も発展し、今日では巨峰などのブドウ、スイカ、メロンなどの果物、ダイコン、キュウリなどの加賀野菜の生産が行われている。
- 現在では北陸自動車道、金沢外環状道路（海側幹線）が通っている。金沢龍谷高等学校がある（上安原）。

## 歴史
- 1889年（明治22年）4月1日 - 町村制の施行により、石川郡下安原村、上安原村、打木村、下福増村、中屋村及び専光寺新村の区域をもって、石川郡安原村が発足する。
- 1954年（昭和29年）7月1日 - 金沢市に編入する。その際、大字下福増は福増町、大字専光寺新は豊穂町に名称を変更する、あとの4大字は金沢市の町名に継承。

## 出身人物
- 中川直亮（教育者）